# Rasmus Quaade
Rasmus Christian Quaade (nascido em 7 de janeiro de 1990) é um ciclista dinamarquês e membro da equipe do seu país, Cult Energy Pro Cycling, desde 2015.
Fez sua estreia como profissional em 2009 com a equipe Blue Water-For Health, e é especialista no contrarrelógio. Combina o ciclista de estrada e pista, onde conquistou duas medalhas em campeonatos mundiais. Na estrada, foi proclamado campeão nacional duas vezes no contrarrelógio.
Participou nos Jogos Olímpicos de Londres 2012, obtendo um ótimo resultado ao terminar na honrosa quinta posição competindo na prova de perseguição por equipes.

## Palmarès

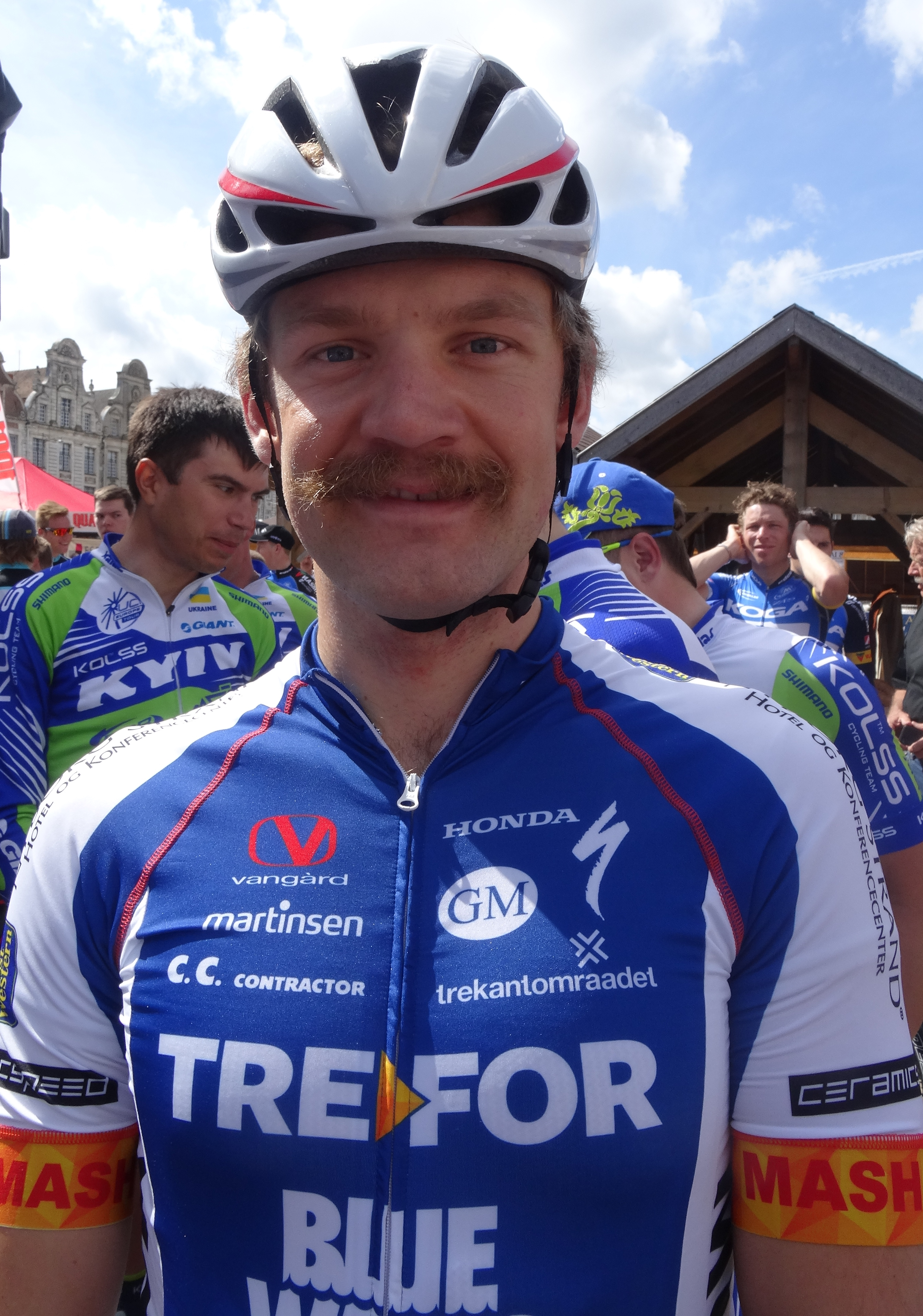
Rasmus Quaade (2014)

2009
3º, Campeonato da Europa de Contrarrelógio Sub-23
2010
1º, Chrono Champenois
2011
1º,  Campeonato da Dinamarca de Contrarrelógio
2º, Campeonato Mundial de Contarrelógio Sub-23
2º, Chrono Champenois
2012
1º, Campeonato da Europa de Contrarrelógio Sub-23
2013
2º, Campeonato da Dinamarca de Contrarrelógio
3º, Campeonato Mundial de Perseguição por Equipes
4º, Chrono Champenois
6º, Campeonato Mundial de Contrarrelógio
2014
1º,  Campeonato da Dinamarca de Contrarrelógio
1º, Chrono Champenois
2015
5º Campeonato da Europa de Contrarrelógio
5º no geral, Tour du Poitou-Charentes